# 玛丽亚姆·博尔科瓦泽
玛丽亚姆·博尔科瓦泽（羅馬化：Mariam Bolkvadze，發音：[maɾiam bolkʰʷadzɛ]，1998年1月1日—），格鲁吉亚女子网球运动员。截至2024年4月，博尔科瓦泽代表格鲁吉亚队参加比利·简·金杯比赛，其胜负记录为7胜11负。

## 个人生活
博尔科瓦泽出生于巴统，13岁时移居英国以进一步发展她的网球事业。她最初和她的教母住在一起，两年后找到了一个寄宿家庭。玛丽亚·莎拉波娃是她成长过程中最喜欢的球员。她能流利使用格鲁吉亚语、俄语和英语。

## 网球生涯
博尔科瓦泽九岁开始打网球，青少年时期大部分时间在伦敦训练，由奥托·布赫霍尔特（Otto Buchholdt）执教。在青少年时期，她很少参加ITF赛事，而是专注于由英国草地网球协会（LTA）组织的国内比赛以及由欧洲网球联合会举办的洲际赛事。她赢得了2013年伦敦AEGON青少年国际网球赛冠军，在决赛中击败了乔迪·伯雷奇。同年晚些时候，在莫斯科举行的欧洲青少年网球锦标赛上，她在64强赛中负于施托拉尔·范妮。
2013年4月，她以资格赛选手身份在G4级别的诺丁汉站赛事中闯入了她唯一一次ITF青少年巡回赛决赛，最终获得亚军，负于弗雷娅·克里斯蒂。
博尔科瓦泽与美国搭档凯蒂·麦克纳利搭档闯入2016年温布尔登网球锦标赛青少年女子双打决赛，但在决赛中直落两盘负于乌苏埃·迈塔内·阿科纳达和刘婧文。
当时世界排名第202位的博尔科瓦泽参加了美国网球公开赛资格赛，并抽到对阵八号种子希瑟·沃森。在直落两盘击败对手后，她在第二轮三盘苦战后击败了韩娜莱，从而迎战徐诗霖。再次获胜后，她首次获得大满贯正赛资格，并成为第4位获得大满贯参赛资格的格鲁吉亚选手。在正赛首轮，她三盘击败了伯纳达·佩拉，之后负于三号种子卡罗利娜·普利斯科娃。
博尔科瓦泽在2024年7月举行的WTA125级别的波兰网球公开赛中闯入四分之一决赛，期间战胜了头号种子丽贝卡·什拉姆科娃和外卡选手吉娜·费斯特尔。她在四分之一决赛中负于五号种子马娅·茹安。次月，博尔科瓦泽在哥伦比亚的巴兰基亚网球公开赛上重复了她的表现，再次闯入WTA125级别赛事的四分之一决赛。她在此站击败了玛丽亚·季莫费耶娃和八号种子埃尔莎·雅克莫，之后负于四号种子、最终的冠军娜迪亚·波多偌斯卡。

## ITF女子巡回赛决赛

### 单打: 20 (8胜12负)
| 图例        |
| ----------- |
| W60/W75赛事 |
| W40/W50赛事 |
| W25/W35赛事 |
| W10/W15赛事 |

| 场地类型决赛成绩 |
| ---------------- |
| 硬地 (5胜8负)    |
| 红土 (2胜2负)    |
| 地毯 (1胜2负)    |

| 结果 | 胜–负 | 日期       | 赛事名称                      | 级别 | 场地     | 对手                   | 比分             |
| ---- | ----- | ---------- | ----------------------------- | ---- | -------- | ---------------------- | ---------------- |
| 负   | 0–1   | 2014年7月  | ITF阿斯塔纳, 哈萨克斯坦       | W10  | 硬地     | 弗拉达·埃克希巴罗娃    | 7–5, 6–3         |
| 负   | 0–2   | 2014年8月  | ITF泰拉维, 格鲁吉亚           | W10  | 硬地     | 尤利娅·卡拉宾娜        | 4–6, 4–6         |
| 胜   | 1–2   | 2015年4月  | ITF沙姆沙伊赫, 埃及           | W10  | 硬地     | 莉娜·乔切斯卡          | 6–1, 6–4         |
| 胜   | 2–2   | 2016年4月  | ITF沙姆沙伊赫, 埃及           | W10  | 硬地     | 索菲亚·朱克            | 6–3, 7–5         |
| 胜   | 3–2   | 2016年9月  | ITF巴统, 格鲁吉亚             | W10  | 红土     | 亚历山德拉·波斯佩洛娃  | 6–4, 7–6(18)     |
| 胜   | 4–2   | 2017年5月  | ITF开罗, 埃及                 | W15  | 红土     | 卡米拉·詹格雷科·坎皮斯 | 6–3, 3–6, 7–6(4) |
| 负   | 4–3   | 2018年5月  | ITF安塔利亚, 土耳其           | W15  | 红土     | 伊丽莎白·哈尔鲍尔      | 3–6, 1–6         |
| 负   | 4–4   | 2018年5月  | ITF安塔利亚, 土耳其           | W15  | 红土     | 玛格达莱娜·潘图奇科娃  | 4–6, 1–6         |
| 负   | 4–5   | 2019年2月  | ITF格拉斯哥, 英国             | W25  | 室内硬地 | 杰茜卡·蓬谢            | 3–6, 1–6         |
| 负   | 4–6   | 2019年4月  | ITF奥比杜什, 葡萄牙           | W25  | 地毯     | 马林娜·扎涅夫斯卡      | 5–7, 2–6         |
| 胜   | 5–6   | 2019年4月  | ITF奥比杜什, 葡萄牙           | W25  | 地毯     | 努里亚·帕里萨斯·迪亚斯 | 6–2, 7–6(5)      |
| 负   | 5–7   | 2021年6月  | ITF新蒙特莫尔, 葡萄牙         | W25  | 硬地     | 比阿特丽斯·哈达德·玛雅 | 4–6, 4–6         |
| 胜   | 6–7   | 2021年7月  | ITF 总统杯, 哈萨克斯坦        | W60  | 硬地     | 瓦莱里娅·萨维内赫      | 4–6, 6–3, 6–2    |
| 负   | 6–8   | 2022年1月  | ITF拉夫伯勒, 英国             | W25  | 室内硬地 | 索菲亚·萨马瓦蒂        | 2–6, 5–5 ret.    |
| 胜   | 7–8   | 2023年12月 | ITF沙姆沙伊赫, 埃及           | W25  | 硬地     | 叶连娜·普里丹金娜      | 6–2, 6–1         |
| 胜   | 8–8   | 2024年1月  | ITF沙姆沙伊赫, 埃及           | W35  | 硬地     | 叶连娜·普里丹金娜      | 6–0, 6–3         |
| 负   | 8–9   | 2024年7月  | ITF科罗伊奥斯, 葡萄牙         | W50  | 硬地     | 加布里埃拉·克努特森    | 1–6, 3–6         |
| 负   | 8–10  | 2024年10月 | ITF格拉斯哥, 英国             | W75  | 室内硬地 | 西蒙娜·瓦尔特特        | 4–6, 2–6         |
| 负   | 8–11  | 2025年2月  | ITF黑伦施万登, 瑞士           | W35  | 室内地毯 | 安娜·罗杰斯            | 3–6, 6–3, 3–6    |
| 负   | 8–12  | 2025年3月  | ITF穆尔斯卡索博塔, 斯洛文尼亚 | W75  | 室内硬地 | 泰雷扎·瓦伦托娃        | 6–1, 3–6, 2–6    |